# Vasstjärnet
Vasstjärnet är en sjö i Arvika kommun i Värmland och ingår i Göta älvs huvudavrinningsområde. Sjön är 11 meter djup, har en yta på 0,234 kvadratkilometer och befinner sig 204,6 meter över havet.

## Delavrinningsområde
Vasstjärnet ingår i det delavrinningsområde (662169-130884) som SMHI kallar för Rinner till Utloppet av Glafsfjorden. Medelhöjden är 153 meter över havet och ytan är 35,33 kvadratkilometer. Det finns inga avrinningsområden uppströms utan avrinningsområdet är högsta punkten. Byälven (Kölaälven) som avvattnar avrinningsområdet har biflödesordning 2, vilket innebär att vattnet flödar genom totalt 2 vattendrag innan det når havet efter 228 kilometer. Avrinningsområdet består mestadels av skog (51 procent). Avrinningsområdet har 101,88 kvadratkilometer vattenytor vilket ger det en sjöprocent på 30,4 procent. Bebyggelsen i området täcker en yta av 7,56 kvadratkilometer eller 2 procent av avrinningsområdet.